# Antígenes (metge del segle II)
Antígenes (en llatí Antigenes, en grec antic Ἀντιγένης) era un metge contemporani de Galè del segle ii, deixeble de Quintus i Marinus, que tenia una consulta molt lucrativa a Roma. Galè parla de l'opinió que tenia Antígenes sobre la malaltia que va provocar la mort del filòsof Eudem.